# 수영 (스포츠)

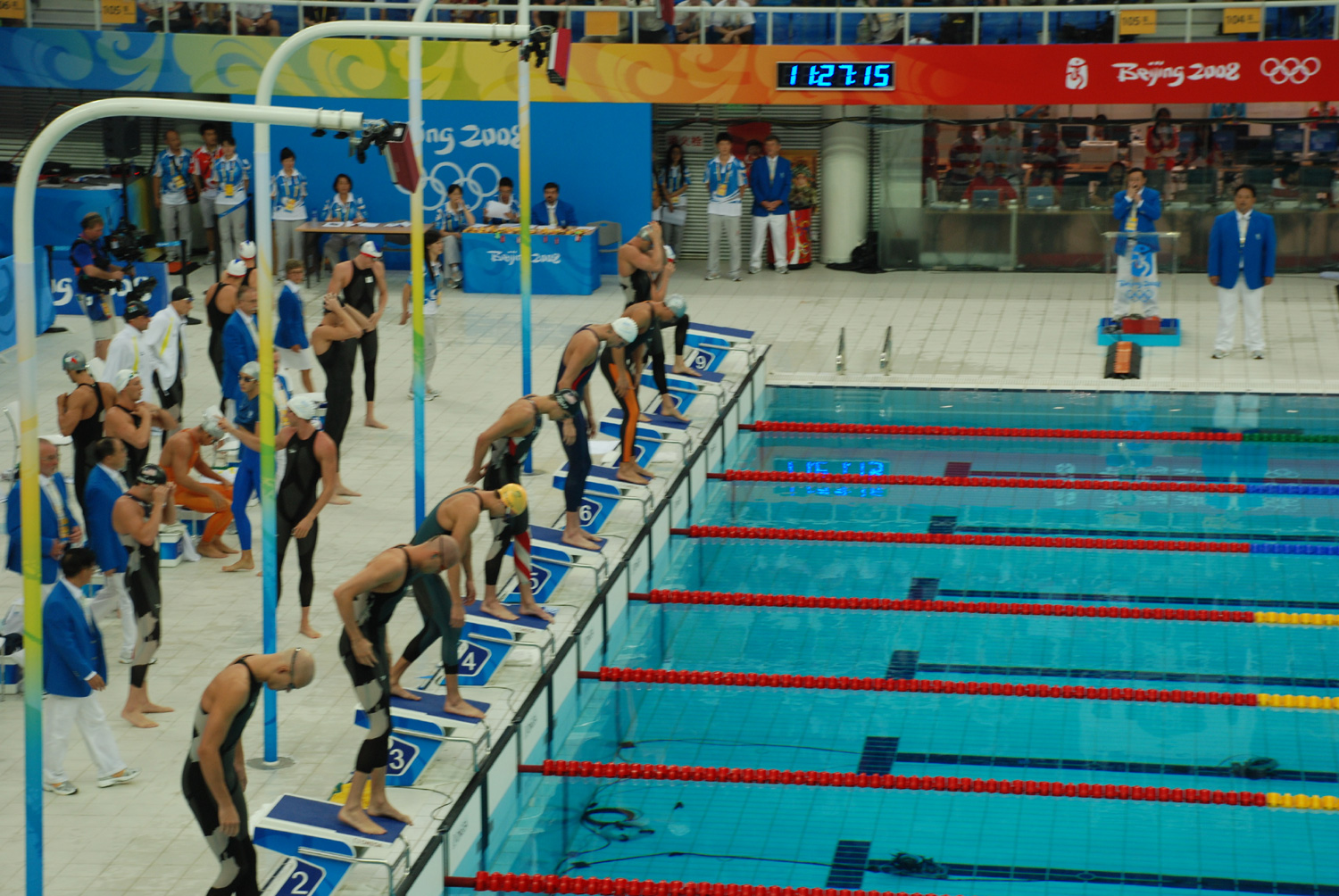
2008년 하계 올림픽에서 수영

수영(水泳)은 수중에서 몸을 이동해 겨루는 스포츠의 총칭이다. 수영은 물 속에서 이동하기 위해 몸 전체를 사용해야 하는 개인 또는 팀 경주 스포츠이다. 이 스포츠는 수영장이나 개방 수역(예: 바다나 호수)에서 진행된다. 수영은 가장 인기 있는 올림픽 스포츠 중 하나로 접영, 배영, 평영, 자유형, 개인혼영 등 다양한 거리 종목이 있다. 이러한 개별 종목 외에도 4명의 수영 선수가 자유형이나 혼계영에 참가할 수 있다. 혼영 계영은 4명의 수영 선수로 구성되며 배영, 평영, 접영, 자유형 순서로 각기 다른 영법으로 수영한다.
각 영법을 수영하려면 일련의 특정 기술이 필요하다. 경기에서는 각 개별 영법에 허용되는 형태에 관한 별도의 규정이 있다. 또한 대회에서 허용되는 수영복, 모자, 보석 및 부상 테이프의 종류에 대한 규정도 있다. 경쟁적인 수영 선수가 스포츠로 인해 어깨나 무릎의 건염과 같은 여러 가지 부상을 입을 수 있지만 스포츠와 관련된 여러 가지 건강상의 이점도 있다.

## 역사
선사 시대에 레크리에이션 수영에 대한 증거가 발견되었으며, 가장 초기의 증거는 약 10,000년 전의 석기 시대 그림에서 발견되었다. 기록된 참고 자료는 기원전 2000년으로 거슬러 올라가며, 일리아드, 오디세이, 성경, 베오울프, 꾸란 등을 포함하여 수영에 대한 최초의 참고 자료가 있다.
수영은 1830년대 영국에서 경쟁적인 레크리에이션 활동으로 등장했다. 1828년에는 최초의 실내 수영장(St George's Baths)이 대중에게 공개되었다. 1837년까지 국립수영협회(National Swimming Society)는 런던 주변에 건설된 6개의 인공 수영장에서 정기적인 수영 대회를 개최했다. 레크리에이션 활동의 인기가 높아져 1880년 최초의 국가 운영 기구인 아마추어 수영 협회가 결성되었을 때 이미 전국적으로 300개 이상의 지역 클럽이 운영되고 있었다.
1844년 런던에서 열린 수영 대회에 참가한 두 명의 아메리카 원주민 참가자가 유럽 청중에게 앞으로 기어가는 기술을 소개했다. 존 아서 트루젠(John Arthur Trudgen) 경은 일부 남미 원주민으로부터 핸드오버 스트로크를 받아 1873년에 새로운 스트로크를 성공적으로 선보였으며 영국 지역 대회에서 우승했다. 그의 스트로크는 오늘날에도 여전히 가장 강력한 스트로크로 간주된다.
매튜 웹 선장은 1875년에 영국 해협(영국과 프랑스 사이)을 수영한 최초의 사람이었다. 그는 평영 기술을 사용하여 해협을 21시간 45분 만에 34.21km를 헤엄쳤다. 그의 업적은 T.W. 버제스는 1911년에 횡단에 성공했다.
다른 유럽 국가들도 수영 연맹을 설립했다. 1882년 독일, 1890년 프랑스, 1896년 헝가리. 유럽 최초의 아마추어 수영 대회는 1889년 비엔나에서 열렸다. 세계 최초의 여자 수영 선수권 대회는 1892년 스코틀랜드에서 열렸다.
남자 수영은 1896년 아테네에서 열린 최초의 현대 올림픽 게임의 일부가 되었다. 1902년에 호주의 리치먼드 카빌(Richmond Cavill)이 서구 세계에 자유형을 소개했다. 1908년에는 세계 수영 협회인 FINA(Fédération Internationale de Natation)가 결성되었다. 여자 수영은 1912년 올림픽에 정식 종목으로 채택되었다. 올림픽 이외의 최초의 여성 국제 수영 대회는 1922년 여성 올림피아드였다. 접영은 1930년대에 개발되었으며 처음에는 평영의 변형이었으며 1952년에 별도의 스타일로 받아들여졌다. FINA는 2022년 12월에 세계 수중(World Aquatics)으로 이름을 바꿨다.

## 시즌
클럽에서 국제 수준에 이르기까지 수영 경기에서는 가을과 겨울 시즌이 짧은 코스(25미터 또는 야드) 수영장에서 경쟁하고 봄과 여름 시즌이 긴 코스(50미터) 수영장과 개방 수역에서 경쟁하는 경향이 있다.
국제 대회와 유럽의 클럽 수영에서는 9월부터 12월까지 쇼트 코스(25m) 시즌이 지속되고, 여름철에는 개방 수역이 있는 1월부터 8월까지 롱 코스(50m) 시즌이 지속된다. 이러한 규정은 북미 지역에서 서서히 경쟁으로 옮겨가고 있다.
현재 미국과 캐나다의 클럽, 학교, 대학 수영에서는 9월부터 3월까지 쇼트 코스(25야드) 시즌이 훨씬 더 길다. 장거리 코스 시즌은 50m 길이의 수영장에서 진행되며 4월부터 8월 말까지 지속되며 여름철에는 개방 수역이 제공된다.
오스트랄라시아의 클럽 수영에서 쇼트 코스(25m) 시즌은 4월부터 9월까지 지속되며, 롱 코스(50m) 시즌은 10월부터 3월까지이며 여름철에는 개방 수역이 제공된다.
미국 외 지역에서는 단거리 코스와 장거리 코스 수영 모두 미터법이 표준이며, 모든 종목에서 동일한 거리를 수영한다. 미국 쇼트 코스 시즌에는 500야드, 1000야드, 1650야드 자유형 종목이 1야드가 1미터(100야드는 91.44미터와 동일)보다 훨씬 짧으므로 수영하며, 미국 롱 코스 시즌에는 400미터를 수영한다. 800m, 1500m 자유형 종목을 대신 수영한다.
각 수영 시즌 경주를 단거리 코스에서 시작하면 초보 수영 선수들이 더 짧은 거리 경주를 할 수 있다. 예를 들어, 짧은 코스 시즌에 수영 선수가 방금 배운 영법으로 경쟁하고 싶다면 25야드/미터 경주를 이용할 수 있다. 경쟁하려면 새로운 스트로크를 최소 50미터 이상 진행해야 한다.

## 경기 풀

FINA 롱 코스 수영장 표준을 단순화한 모습. 하계 올림픽과 세계 수영 선수권 대회에서 사용한다.

## 종목
- 자유형
- 평영
- 배영
- 접영
- 혼영
- 계영

## 수영 장비
- 수영복
- 수영모
- 고글
- 오리발
- 킥판
- 스노클

## 대회
- 세계 수영 선수권 대회 (국제 수영 연맹)
- 아시아 수영 선수권 대회 (아시아 수영 연맹)

## 같이 보기
- 세계 수영 연맹